# Salley
Salley（サリー）は、2013年にメジャー・デビュー、2020年に解散した日本のデュオ。

## 概要
地元の福井県でバンドを結成して活動していた上口が、バンド解散を機に上京。サポート・ギターとして活動しているときに、大阪から大学を中退して上京したうららと2011年に出会い、Salleyを結成する。
2013年5月29日、シングル「赤い靴」でビクターエンタテインメントよりメジャー・デビュー。
ユニット名の由来は、アイルランド民謡「ダウン・バイ・ザ・サリー・ガーデンズ」から。
2019年12月9日、2020年3月にて解散する事を発表。それぞれ音楽活動は継続する。
2020年3月21日に予定していたラストライブ“Salley Live 2020「THE FINAL」”の開催が、新型コロナウイルスの感染拡大の影響により、中止・延期となる。これに伴い、3月25日にYouTubeにて“Salley Live Stream 2020 Spring”を生配信した。

## メンバー
うらら
ボーカル・作詞担当。大阪府出身。
中学生の頃にアコースティック・ギターを始める。「歌手になりたい」という夢を持つ一方で、大学ではバンドサークルに入り、ボーカル・ギターを担当していた。大学3年になり、周囲が就職活動をはじめる中、「自分が周りの友人と同じような人生を歩むビジョンが浮かばなかった」「自分は歌をやりたい」と思い、上京を考えるようになる。その前後で東日本大震災が発生し、親の反対もあったが、「就職という逃げ道を捨てる」ために、親の反対を振り切って大学を中退し上京。シンガーソングライターとして弾き語りでライブを重ねるも行き詰まっていたところ、上口と出会い意気投合する。
7つ上の姉の影響で、幼稚園から小学校まではユニコーンやTHE YELLOW MONKEYを聴いていた。中学生になってからはaiko、スピッツ、宇多田ヒカル、YUKIなどを聴くようになり、大学のサークルでは、アナログフィッシュやLOST IN TIME、YUKIのコピー・バンドをやっていた。
徳永えりとは幼なじみであり、相互のInstagramに頻繁に登場しあっている。
2023年7月27日、自身のTwitterで結婚したことを発表した。
上口浩平（かみぐち こうへい）
ギター・作曲・編曲担当。福井県出身。
中学1年生のときに仲のいい友人に触発されてエレクトリック・ギターを始める。高校在学中にバンドを結成して8年間活動、作詞・作曲・編曲をすべて担当していたが、ボーカルとの音楽性の違いから解散。ボーカルを探すために単独で上京する。ギターのサポート・メンバーをする傍らでボーカル探しを続けていたところ、うららとの共通の知り合いから「知り合いの女性がライブをするので見に来ないか」と誘われ、うららと出会う。
7つ上の兄の影響で、オアシスやグリーン・デイ、ブラー、グー・グー・ドールズなどを聴いていた。ザ・ベンチャーズの「パイプライン」を聴いて格好いいと思い、エレクトリック・ギターを始めた。そして兄からもらった譜面でTHE YELLOW MONKEYやGRAPEVINEをコピーし、またコールドプレイ、ジョン・メイヤー、ジャミロクワイなどの洋楽も聴くようになった。

## ディスコグラフィ

### シングル
|     | 発売日         | タイトル         | 規格                        | 販売生産番号                                                       | 最高位 オリコン | 備考                                                                        |
| --- | -------------- | ---------------- | --------------------------- | ------------------------------------------------------------------ | --------------- | --------------------------------------------------------------------------- |
| 1st | 2013年5月29日  | 赤い靴           | 12cmCD CD+DVD 12cmCD        | VICL-36770（通常盤） VIZL-538（初回限定盤） VIZL-539（トリコ盤）   | 29位            | 2013上半期USEN HIT J-POPランキング 1位 2013年間USEN HIT J-POPランキング 2位 |
| -   | 2013年7月31日  | green            | 12cmCD                      | NCS-10019                                                          |                 |                                                                             |
| 2nd | 2013年10月2日  | その先の景色を   | 12cmCD CD+DVD 12cmCD+グッズ | VICL-36834（通常盤） VIZL-589（初回限定盤） VIZL-597（期間限定盤） | 18位            | 2013年間USEN HIT J-POPランキング 10位                                       |
| 3rd | 2014年3月5日   | あたしをみつけて | 12cmCD CD+DVD 12cmCD+グッズ | VICL-36869（通常盤） VIZL-626（初回限定盤） VIZL-627（期間限定盤） | 37位            |                                                                             |
| 4th | 2014年11月12日 | 冬が来る         | 12cmCD CD+DVD               | VICL-36952（通常盤） VIZL-710（初回盤）                            | 90位            |                                                                             |
| 5th | 2016年9月28日  | kodama           | 配信シングル                | -                                                                  | -               | 3か月連続配信シングル第一弾。                                               |
| 6th | 2016年10月26日 | Home             | 配信シングル                | -                                                                  | -               | 3か月連続配信シングル第二弾。                                               |
| 7th | 2016年11月30日 | Winding Road     | 配信シングル                | -                                                                  | -               | 3か月連続配信シングル第三弾。                                               |

### フォトブックCD
|     | 発売日         | タイトル           | 備考                                      |
| --- | -------------- | ------------------ | ----------------------------------------- |
| 1st | 2017年12月24日 | ウィンター・ソング | Salley PHOTOBOOK CD Vol.1 「Winter Song」 |
| 2nd | 2018年2月3日   | emerge             | Salley PHOTOBOOK CD Vol.2 「emerge」      |
| 3rd | 2018年5月5日   | プレイヤー         | Salley PHOTOBOOK CD Vol.3 「PLAYER」      |
| 4th | 2018年8月19日  | 証-あかし-         | Salley PHOTOBOOK CD Vol.4 「証-あかし-」  |
| 5th | 2018年10月13日 | セカイ             | Salley PHOTOBOOK CD Vol.5 「セカイ」      |

## タイアップ一覧
| 使用年 | 曲名             | タイアップ                                                           |
| ------ | ---------------- | -------------------------------------------------------------------- |
| 2013年 | 赤い靴           | フジテレビ系アニメ『トリコ』エンディングテーマ                       |
| 2013年 | 赤い靴           | 九州朝日放送『ドォーモ』2013年6月度エンディングテーマ                |
| 2013年 | green            | ABCテレビ『今ちゃんの「実は…」』8月エンディングテーマ                |
| 2013年 | その先の景色を   | イトーヨーカドー「ボディヒーター」テレビCMソング                     |
| 2013年 | その先の景色を   | 九州朝日放送『ドォーモ』2013年10月度エンディングテーマ               |
| 2013年 | その先の景色を   | テレビ神奈川『音楽缶』10月度オープニングテーマ                       |
| 2013年 | その先の景色を   | テレビ愛知『a-ha-N Music Channel』10月度エンディングテーマ           |
| 2013年 | その先の景色を   | 宝島社「InRed」2013年11月号テレビCMソング                            |
| 2014年 | あたしをみつけて | テレビ朝日系 木曜ミステリー『科捜研の女』第13シリーズ主題歌          |
| 2014年 | 青い鳥           | 結婚式場「パレスへいあん」テレビCMソング                             |
| 2014年 | カラフル         | テレビ朝日系『ポータル ANNニュース&スポーツ』4月度エンディングテーマ |
| 2014年 | Agreed Greed     | BS朝日『テイバン・タイムズ』4月～6月エンディングテーマ               |
| 2014年 | 冬が来る         | 読売テレビ『キューン!』11月度エンディングテーマ                      |
| 2015年 | Love Song        | cross fm 2015年「GREEN campaign song」                               |
| 2015年 | Boys & Girls     | ベネッセ「未来を見つけるプロジェクト」WEB動画テーマソング            |
| 2015年 | Life             | NHKラジオ『ユアソング』2月度・3月度                                  |
| 2015年 | キスしてbaby     | ミュゼプラチナム「MUSEE Loves ME 夏編」テレビCMソング                |
| 2015年 | キスしてbaby     | Suono Dolce『Cafe Dejeuner』エンディングテーマ                       |
| 2016年 | kodama           | テレビ神奈川『音楽缶』9月度オープニングテーマ                        |
| 2016年 | kodama           | テレビ埼玉『HOT WAVE 熱波』オープニングテーマ                        |
| 2016年 | kodama           | 新潟テレビ21『ヤンごとなき!』エンディングテーマ                      |
| 2016年 | Winding Road     | RKBラジオ『ハイタッチ!』エンディングテーマ                           |
| 2016年 | Wonderland       | ハウステンボス「光の王国リニューアル篇」TVCMソング                   |
| 2019年 | セカイ           | テレビ神奈川（tvk）『関内デビル』5月度エンディングテーマ             |

### ヘビーローテーション/パワープレイ

#### ラジオ
| 使用年 | 曲名   | ラジオヘビーローテーション/パワープレイ |
| ------ | ------ | --------------------------------------- |
| 2013年 | 赤い靴 | 2013年5月度「Monthly A Music」          |

## ミュージック・ビデオ
| 曲名                           | 監督                   |
| 「赤い靴」                     | 佐渡恵理(Eri Sawatari) |
| 「green」                      | 佐渡恵理(Eri Sawatari) |
| 「その先の景色を」(佐野岳出演) | 佐渡恵理(Eri Sawatari) |
| 「その先の景色を」             | LIVE                   |
| 「あたしをみつけて」           | 池田一真+平岡政展      |
| 「カラフル」                   | 楢崎真也               |
| 「冬が来る」                   | 坂本あゆみ             |
| 「キスしてbaby」               | 坂本あゆみ             |
| 「キスしてbaby」               | LIVE                   |
| 「流星ラヴァー」               | 坂本あゆみ             |
| 「kodama」                     | 川橋勇紀               |
| 「ウインター・ソング 」        |                        |
| 「emerge」                     |                        |
| 「emerge」                     | LIVE                   |
| 「#581」                       | LIVE                   |
| 「プレイヤー」                 |                        |
| 「プレイヤー」                 | LIVE                   |
| 「証-あかし-」                 |                        |

## 出演

### テレビ番組
- 2013年05月28日 - TBS系「ライブB♪」
- 2013年05月29日 - フジテレビ系「魁!音楽番付」
- 2013年06月02日 - テレビ東京系「JAPAN COUNTDOWN 」
- 2013年06月03日・09月30日 - テレビ東京系「プレミアMelodiX!」
- 2013年07月12日 - 日本テレビ「ミュージックドラゴン」
- 2014年05月26日～30日 - tvk系「saku saku」
- 2014年11月10日～14日 - tvk系「saku saku」
- 2015年08月03日～07日 - tvk系「saku saku」
- 2016年09月27日 - テレビ埼玉「マチコミ」
- 2016年10月03日～07日 - tvk系「saku saku」
- 2017年02月04日 - tvk「吉田山田の音楽解放区」
- 2017年02月21日 - TBS系「ライブB♪」
- 2017年02月23日 - テレビ埼玉「HOT WAVE/熱波」
- 2018年06月16日 - テレビ東京系「美の巨人たち」（※うららのみ出演）
- 2019年05月06日～10日 - tvk系「関内デビル」

### ラジオ番組
- FLOWER FRIDAY（ZIP-FM：2013年4月5日[13] - 2014年6月28日）
- Salleyの『RADIO GARDEN』（CROSS FM：2013年4月7日[14] - 2014年3月30日）[注 2]
- Salley's Studio.（ラジオ日本：2016年10月7日 - 2018年4月1日）

## 主なライブ

### ワンマンライブ・主催イベント
- 2013年06月01日〜16日（3公演） - 「赤い靴」発売記念フリーイベント
- 2013年07月31日〜08月10日（5公演） - 「Salley×TOWER RECORDS」FREE LIVE TOUR
- 2013年10月02日〜19日（7公演） - 2nd Single「その先の景色を」発売記念FREE LIVE TOUR 2013
- 2013年10月22日 - Salley「シブカル祭。2013 フレフレ！全力女子達とロックンロール！」Ustream生配信
- 2014年03月08日〜21日（5公演） - Salley 3rd Single「あたしをみつけて」発売記念 ミニライブ+ジャケットサイン会
- 2014年04月09日〜13日（4公演） - Salley アルバム「フューシャ」発売記念 ミニライブ＆CDジャケットサイン会
- 2014年04月18日〜26日（3公演） - Salley「Live Tour 2014 Spring」
- 2014年11月15日〜16日（3公演） - Salley 4th Single「冬が来る」発売記念 アコースティックミニライブ+CDジャケットサイン会
- 2015年07月10日〜20日（3公演） - Salley ニューアルバム「エメラルド」発売記念 フリーライブ&サイン・握手会
- 2015年07月19日 - Salley ワンマンライブ2015 SUMMER「Emerald」
- 2015年11月23日 - Salley Gardens～柳の庭の音楽会～vol.1
- 2016年01月30日 - Salley Gardens～柳の庭の音楽会～Vol.2
- 2016年04月20日 - Salley Gardens～柳の庭の音楽会～Special Night
- 2016年05月29日 - 3周年記念ファンクラブイベント
- 2016年07月10日 - Salley Live 2016 SUMMER「Clear」
- 2016年09月17日 - Salley Gardens～柳の庭の音楽会～Vol.4
- 2016年12月17日 - Salley Live 2016 WINTER「Happy Salley Christmas」
- 2017年02月11日〜12日（3公演） - 「Clear」リリース記念ミニライブ&ジャケットサイン会
- 2017年04月27日〜18日（5公演） - Salley Live Tour 2017 「Clear」
- 2017年10月01日 - Salley Live 2017 番外編「Salley BAND DE NIGHT」
- 2017年10月15日 - CLAPPER11thANNIVERSARY×Salley returns to Osaka
- 2017年12月24日（2公演） - Salley Live 2017 WINTER「Happy Salley Christmas」
- 2018年02月03日 - Salley presents 「結び柳」vol.1
- 2018年05月05日 - Salley presents 「結び柳」vol.2
- 2018年05月26日 - 5周年記念ファンクラブイベント
- 2018年06月04日 - Salley returns to Osaka Vol.2 at アメリカ村 CLAPPER
- 2018年06月22日 - Salley×AOYAMA RizM「shlroiro-しろいろ-」
- 2018年07月27日 - Salley×AOYAMA RizM「shlroiro-しろいろ-」vol.2
- 2018年08月19日 - Salley presents 「結び柳」vol.3
- 2018年08月24日 - Salley×AOYAMA RizM「shlroiro-しろいろ-」vol.3
- 2018年10月13日〜20日（3公演） - Salley BAND DE NIGHT TOUR ～サリーのワンマン行かナイト～
- 2018年12月22日（2公演） - Salley Live 2018 WINTER「Happy Salley Christmas」
- 2019年09月07日 - Salleyふたりワンマン「S・A・L・L・E・Y」
- 2019年12月21日 - Salley Live 2019 WINTER「Happy Salley Christmas」

### 出演イベント
- 2013年02月04日 - 七星剣
- 2013年06月08日 - SAKAE SP-RING 2013
- 2013年08月25日 - DISK GARAGE MUSIC MONSTERS -2013 summer-
- 2013年08月31日 - SOUND MARINA '13
- 2013年09月28日 - cross fm 20th anniversary special A☆CROSS the MUSIC ～ UP-AND-COMERS ～2
- 2013年10月13日 - MINAMI WHEEL 2013
- 2013年11月27日 - uP!!!NEXT VOL.3
- 2013年12月12日 - ZIP-FM Presents New Age Messiah -D.W.ニコルズ レコ発スペシャル-
- 2013年12月28日 - COUNTDOWN JAPAN 13/14
- 2013年12月30日 - LIVE DI:GA JUDGEMENT 2013
- 2014年02月23日 - DISK GARAGE MUSIC MONSTERS -2014 winter-
- 2014年03月25日 - Live Enter vol.3
- 2014年06月08日 - SAKAE SP-RING 2014
- 2014年06月22日 - SAPPORO MUSIC NAKED presents REAL MUSIC VILLAGE 2014
- 2014年06月30日 - EX THEATER PREMIUM LIVE SERIES GO LIVE VOL.2
- 2014年09月13日 - BEAT PHOENIX 2014
- 2014年11月01日 - 同志社大学 クローバー祭2014 LIVE
- 2014年12月18日 - Fm yokohama主催 聖なる夜の贈りもの2014 in 赤レンガ「君にまた会えるなら」
- 2014年12月20日 - 『saku saku』 presents冬のプレミアムライブ2014
- 2015年02月19日 - Rihwa Greeting Tour 2015
- 2015年04月19日 - トアロード・アコースティック・フェスティバル2015
- 2015年12月23日 - ZIP-FM HOLIDAY SPECIAL セゾンカード・UCカード presents 「Funky Spunky Xmas」
- 2016年03月05日 - 3/5 colors
- 2016年04月29日 - HUG ROCK FESTIVAL
- 2016年05月28日 - ～澤田かおり × Salley～
- 2016年11月12日 - BRUSH UP KANSAI
- 2016年11月13日 - TOTOS  LUCKEY TOUR
- 2017年01月28日（2公演） - Nikiie×Salley
- 2017年02月25日 - TOWER OF MUSIC vol.86
- 2017年03月03日 - 放課後☆LIVEヒーローズinハピテラス ～Salley Special Live～
- 2017年03月18日 - CRED SPRING LIVE
- 2017年03月19日 - JOIN～指田フミヤ×Salley～
- 2017年03月25日 - TOKYO FM サンデースペシャル　texcy luxe presents ビジネスは足元から
- 2017年04月14日 - ライブイン延岡2017
- 2017年04月16日 - トアロード・アコースティック・フェスティバル2017
- 2017年04月17日 - アコフェス・フェイバリット
- 2017年08月20日 - OTODAMA BEACH TERRACE
- 2018年03月18日 - 福井コンピレーションアルバム「hometown2」リリース記念ライブ in ハピリン
- 2018年03月24日 - 3.24 at CLAPPER
- 2018年04月06日 - ホタルライトヒルズバンド企画「蛍ヶ丘音楽祭〜シモキタ桜時間〜」
- 2018年06月02日 - SAKAE SP-RING 2018
- 2018年08月30日 - 東京常夏フェス2018
- 2018年09月09日 - 柳の調べ天国の嘶き
- 2018年10月08日 - FM802 MINAMI WHEEL 2018
- 2018年10月27日 - YOKOHAMA RADIO APARTMENTだめラジオin横浜ラグビーフェスタ
- 2018年10月28日 - SMOKY&THE SUGAR GLIDER Meets World
- 2019年05月04日 - GWステモ音楽祭
- 2019年07月14日 - 関内デビルPRESENTS アラツー応援バラエティ！エルオーYELL
- 2019年08月10日 - motorpool presents Y-junction
- 2019年10月26日 - 国際me-byoフェスタ2019 CAMPLUGGEDvol.2 秋の夜長～ハロウィンナイト